# 3331 Квістаберґ
3331 Квістаберґ (3331 Kvistaberg) — астероїд головного поясу, відкритий 22 серпня 1979 року.
Тіссеранів параметр щодо Юпітера — 3,506.